# Hyperolius kivuensis
Hyperolius kivuensis és una espècie de granota de la família dels hiperòlids que viu a Angola, Burundi, República Democràtica del Congo, Etiòpia, Kenya, Ruanda, Tanzània, Uganda, Zàmbia i, possiblement també, a Moçambic i Sudan.
Està amenaçada d'extinció per la pèrdua del seu hàbitat natural.